# 札幌市立陵北中学校
札幌市立陵北中学校（さっぽろしりつ りょうほくちゅうがっこう）は、北海道札幌市西区二十四軒2条3丁目に所在する公立中学校。

## 概要
1961年開校。札幌市立二十四軒小学校が隣接している。部活動では、合唱や女子バスケット、スキーなどで全国大会出場経験が多い。2024年卓球部団体全道大会進出をしている。

## 教育目標
真を求めて 信に生き 未来創造に迫る
（真・信・創造）

## 沿革
- 1961年 - 札幌市立向陵中学校から460名、札幌市立琴似中学校207名、その他2名、計669名で開校（1月）。
- 1984年 - 現在の校舎が完成（1月）
- 1986年 - 現在の体育館が完成（2月）
- 1997年 - コンピュータ教室開設（11月）
- 2023年-コンピューター室解体（4月）

## 校区
- 札幌市立二十四軒小学校、札幌市立日新小学校の一部、札幌市立桑園小学校の一部

【中央区】
- 北5条西14丁目から北5条西24丁目まで
- 北6条西14丁目から北6条西25丁目まで
- 北6条西26丁目（6番）
- 北7条西14丁目から北7条西27丁目まで
- 北8条西14丁目から北8条西26丁目まで
- 北9条西14丁目から北9条西24丁目まで
- 北10条西14丁目から北10条西24丁目まで
- 北11条西13丁目から北11条西24丁目まで
- 北12条西15丁目から北12条西23丁目まで

（北12条西21丁目、北12条西22丁目を欠く）
- 北13条西15丁目から北13条西19丁目まで
- 北14条西15丁目から北14条西20丁目まで

（北14条西16丁目、北14条西17丁目を欠く）
- 北15条西15丁目、北15条西19丁目
- 北16条西15丁目から北16条西21丁目まで

（北16条西17丁目、北16条西18丁目、北16条西19丁目を欠く）
- 北17条西15丁目
- 北18条西15丁目
- 北20条西15丁目
- 北21条西15丁目
- 北22条西15丁目

【西区】
- 二十四軒1条1丁目から二十四軒1条7丁目まで
- 二十四軒2条1丁目から二十四軒2条7丁目まで
- 二十四軒3条1丁目から二十四軒3条7丁目まで
- 二十四軒4条1丁目から二十四軒4条7丁目まで

## 標準服
開校以来、指定された標準服はなく、男子は学生服・ブレザー、女子はイートンジャケット・セーラー服・ブレザーのいずれかを自由に着用していたが、1982年度よりブレザー型の標準服が制定された。
男子はシングル二つボタンの黒色のブレザーと、ハウンド・ツース柄のノータックスラックスに、ネクタイを着用。
女子は男子と同色のブレザーと、ハウンド・ツース柄の前開ベストとスカートにネクタイを着用。スラックスの着用も認められている。
ブレザーとベストのボタンには校章が刻まれている。
ネクタイは2019年まで学年固定色で、1年生はエンジ、2年生はターコイズブルー、3年生はネイビーブルーのスクエアタイを着用していた。2020年度から入学年度固定色となり（2020年度入学生はネイビーブルー、2021年度入学生はターコイズブルー）、3年間同じ色のネクタイを着用することとなった。
- 陵北中学校標準服（学生服のタナカのwebページより）

## 卒業生
- 坂口昇平（スキージャンプ選手）
- 堤雄司（陸上競技選手・円盤投、日本記録保持者）
- 畑有希（バスケットボール選手）
- 畑千晶（バスケットボール選手）
- 細川不凍（川柳作家）
- 渡部高史（プロ野球選手）

## 周辺施設等
- 二十四軒交番（西区二十四軒2条3丁目）
- 西消防署八軒出張所（西区八軒1条東3）
- 市営地下鉄二十四軒駅
- 札幌市児童相談所
- 札幌市卸売市場